# Det svenska naturgasnätet
Det svenska naturgasnätet är ett stamnät för gas draget i huvudsak längst den västra delen av Sverige och drivs av Swedegas. Det sträcker sig i sin södraste del från Trelleborg till den nordligaste delen i Stenungssund, men en förgrening till Gislaved och Gnosjö i nordostlig riktning. Gasnätets totala längd är drygt 600 kilometer inklusive grenledningar. Gasen matas i huvudsak in från Danmark och är sammankopplat med det svenska nätet via en rörledning under Öresund. En liten andel biogas matas in på nätet lokalt i Sverige, men den huvudsakliga gastillförseln kommer via de danska och norska gasfälten samt från gas som matas in terminaler i Tyskland. Det förbrukas årligen cirka 7 till 8 TWh gas i det västsvenska naturgasnätet. Nätet försörjer cirka 32 000 konsumenter med naturgas, varav 27 300 är hushållskunder och resten företag. 

## Tillförsel av gas och eventuella risker för störningar
Det svenska naturgasnätet har endast en begränsad lagringskapacitet för dygnsvariationer genom Naturgaslager Skallen i Halland..
Ett förslag från Swedegas att koppla in Göteborgs LNG-terminal till nätet, vilket skulle möjliggöra fartygsleveranser av gas direkt till nätet i Sverige, avslogs av regeringen 2019 med motiveringen att en sådan inkoppling skulle strida mot klimatmålen. Att det svenska gasnätet är helt beroende av gasleveranser via endast en rörledning under Öresund har hävdats göra systemet känsligt för störningar eller sabotage.

## Teknik och ägare
Det västsvenska naturgasnätet består av  transmissionsledningar med ett tryck på 45–80 bar. Det ägs och drivs av Swedegas, som efter förvärvet  2011 av E.ON:s högtrycksledningar i södra Sverige är ensam ägare till hela det svenska transmissionsnätet. Swedegas är ett dotterföretag till Nordion Energi. Ett fåtal stora förbrukare är kopplade direkt på transmissionsnätet, och därutöver finns ett antal distributionsnät för vidaretransport av gasen till mindre industrier samt till stationer för ytterligare trycksänkningar för distribution till privatkunder. 
Systemets tryck är avhängigt trycket på den danska sidan. Det enda gaslagret i Sverige, förutom lagring i själva nätet (så kallad "linepack"), är Naturgaslager Skallen i Halland, som ägs och drivs av Swedegas och som kan svara för kortvariga utjämningar. 
Svenska Kraftnät hade tidigare under åtta år ansvar för systembalansering, men detta övertogs 2013 av Swedegas. 

## Swedegas
Huvudartikel: Swedegas